# Ema Stokholma
Ema Stokholma, pseudonimo di Morwenn Moguerou (Romans-sur-Isère, 9 dicembre 1983), è una conduttrice radiofonica, conduttrice televisiva e scrittrice francese naturalizzata italiana.

## Biografia
Morwenn nasce nel Rodano-Alpi, frutto della relazione tra un uomo italiano, tornato in patria prima della sua nascita, e una donna francese con cui poi cresce, insieme al fratello maggiore, tra il Midi e la Bretagna. Trascorre un'infanzia e un'adolescenza molto difficili, dovendo affrontare le continue violenze della madre, sia fisiche sia psicologiche, verso lei e il fratello. Dopo avere già tentato la fuga più volte in passato, a 15 anni riesce a scappare di casa per raggiungere il padre a Roma; rimane con il genitore solo pochi mesi, prima di rendersi precocemente indipendente.
In Italia ha presto l'occasione di entrare nel mondo della moda, diventando modella per maison come Dolce & Gabbana, Fendi, Valentino e Gianni Versace. Definitivamente stabilitasi nella penisola, negli anni 2000 si avvicina al mondo della musica come disc jockey, esibendosi in vari locali italiani ed europei e ottenendo una prima popolarità nell'ambiente. In questo periodo conia inoltre il suo pseudonimo – «il mio nome è difficilissimo e con un sacco di "r", un guaio per la mia erre moscia» –, ispirato dalla canzone Stoccolma di Rino Gaetano.
Nel 2013 fa il suo debutto nella televisione italiana, conducendo l'aftershow degli MTV Italian Awards; nello stesso anno, assieme ad Andrea Delogu, partecipa al programma Aggratis! di Rai 2. Nel 2015 inizia a lavorare come conduttrice radiofonica per Rai Radio 2, nel programma Back2Back insieme a Gino Castaldo. L'anno seguente conduce il programma televisivo Challenge4 su Rai 4, mentre nel 2017 partecipa al reality show Pechino Express di Rai 2, vincendo l'edizione in coppia con Valentina Pegorer.
Nel 2018, per Radio 2, a febbraio conduce per la prima volta la diretta del Festival di Sanremo – impegno che diventerà ricorrente negli anni seguenti – insieme a Castaldo e Delogu, e poi a maggio cura il commento italiano della serata finale dell'Eurovision Song Contest, con Carolina Di Domenico. L'anno seguente, l'impegno con la diretta radiofonica italiana dell'Eurovision si estende a tutte le tre serate, prima con Federico Russo e poi con Castaldo, ricoprendo inoltre il ruolo di portavoce italiana nella serata finale. Nel 2020, nell'ambito della kermesse musicale sanremese, ai summenzionati impegni radiofonici assomma la conduzione del PrimaFestival su Rai 1, affiancata da Gigi e Ross; è inoltre conduttrice di Stranger Tape in Town su Rai 4, ed è nel cast di AmaSanremo in contemporanea su Rai 1 e Radio 2. L'anno dopo torna al commento dell'ESC per Rai 4 e Radio 2, affiancata da Saverio Raimondo.
Nel 2020 debutta come scrittrice con l'autobiografia Per il mio bene, incentrata sulla sua difficile infanzia: l'opera viene accolta positivamente dalla critica e vince, l'anno seguente, il Premio Bancarella. Del 2021 è un altro debutto, stavolta come cantante, con il singolo Ménage à trois, mentre nello stesso anno è protagonista, con l'Orchestraccia, de La nottataccia su RaiPlay. Dal 2022 è nuovamente impegnata su Radio 2, insieme ai Gemelli di Guidonia, con il programma Radio 2 Happy Family, parzialmente ritrasmesso anche su Rai 2; nell'autunno seguente è nel cast della diciassettesima edizione del talent show Ballando con le stelle, chiusa al terzo posto.
Dal 2023 in poi, per conto di Radio 2, prende parte con un suo DJ set al concerto del Primo Maggio a Roma. Nel 2024 conduce i Diversity Media Awards, insieme a Francesca Michielin, e la Notte della Taranta; è inoltre tra i componenti della commissione musicale di Sanremo Giovani, deputata a scegliere le nuove proposte per il Festival di Sanremo 2025. Sempre nel 2024, a settembre lascia Radio 2 Happy Family e passa ad affiancare Luca Barbarossa alla conduzione di Radio 2 Social Club, mentre a novembre è nel cast della terza stagione della serie Vita da Carlo su Paramount+. L'anno seguente prende parte alla giuria di qualità del San Marino Song Contest.

## Programmi TV
- MTV Italian Awards Aftershow (2013)
- Aggratis! (2013)
- Challenge4 (2016)
- Pechino Express (2017)
- Eurovision Song Contest (2019-2022)
- Stranger Europe (2019)
- PrimaFestival (2020)
- Together at Home (2020)
- Eurovision: Europe Shine a Light (2020)
- AmaSanremo (2020)
- Stranger Tape in Town (2020)
- DopoFestival (2021)
- La nottataccia (2021)
- Arena Suzuki (2021-2023)
- Radio 2 Happy Family (2022-2024)
- Ballando con le stelle (2022)
- RAI. Di tutto, di tutti (2023)
- Saranno cuochi (2023)
- Diversity Media Awards (2024)
- RAI. Più voci, più talento (2024)
- Notte della Taranta (2024)
- Radio 2 Social Club (2024-in corso)
- Sanremo Giovani (2024)

## Radio
- Back2Back (2016-in corso)
- Sanremo Giovani (2016-2017, 2020-2023)
- Festival di Sanremo (2018-in corso)
- The Voice of Radio 2 (2018-2020)
- Eurovision Song Contest (2018-2021)
- Concerto del Primo Maggio (2020-2021, 2023-in corso)
- Eurovision: Europe Shine a Light (2020)
- Esordi (2020)
- AmaSanremo (2020)
- Arena Suzuki (2021-2022-2023)
- Radio 2 Happy Family (2022-2024)
- TIM Summer Hits (2022-2023)
- Radio 2 Social Club (2024-in corso)

## Podcast
- Derive (2022)

## Filmografia
- Appena un minuto, regia di Francesco Mandelli (2019)
- Quasi orfano, regia di Umberto Carteni (2022)
- Un altro ferragosto, regia di Paolo Virzì (2023)
- Vita da Carlo – serie TV (2024)

## Discografia
Singoli
- 2018 – Mon Amour (con Katerfrancers)
- 2018 – No More (con Botteghi)
- 2021 – Ménage à trois
- 2022 – Bagno a mezzanotte (con Elodie e NPLC)
- 2024 – Ma quale idea (con i NPLC)

## Audiolibri
- 2020 – Per il mio bene di Ema Stokholma

## Opere
- Per il mio bene, Milano, HarperCollins, 2020, ISBN 886905702X.